# Bielsa
Bielsa es un municipio de la comarca del Sobrarbe, en la provincia de Huesca en Aragón, España. Una parte del parque nacional de Ordesa y Monte Perdido pertenece a este municipio.

## Geografía

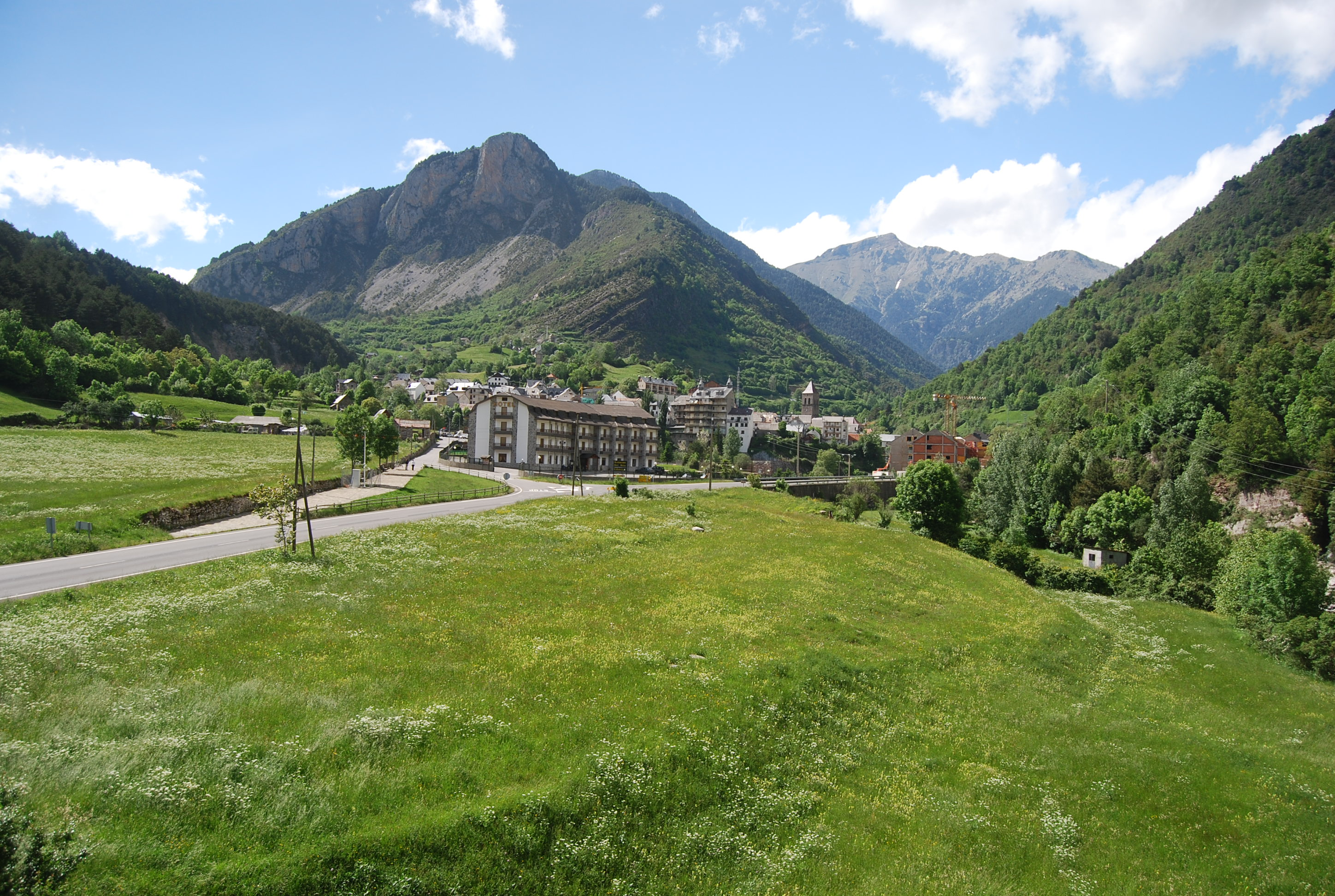
Vista de la población desde el sur en primavera

Ubicada en la confluencia de los ríos Cinca y Barrosa, sobre la morrena frontal de un valle de origen glaciar: el valle de Bielsa.
Parte de su término municipal está ocupado por el parque nacional de Ordesa y Monte Perdido y el Monumento natural de los Glaciares Pirenaicos.

### Localidades
El municipio está formado por los núcleos de la Villa de Bielsa, Javierre, Espierba, Parzán y Chisagüés.

### Comunicaciones
La carretera A-138 la comunica con Aínsa por el sur y con Francia, por el Túnel de Bielsa-Aragnouet, por el norte.

### Localidades limítrofes
Limita con Fanlo y con Puértolas al oeste y al sur, con Tella-Sin al oeste, al sur y al este, con Gistaín al este y con Francia al norte.

## Historia

### Edad Media
Bielsa es una población de origen medieval, concretándose el núcleo a partir de los siglos X o XI, recibiendo en 1191 Alfonso II de Aragón concede 14 mineros la carta de población del lugar, estando entre ellos un tal Pedro Amilán, quien recibe la explotación de unas minas de plata ubicadas en el término de Bielsa, con la autorización para erigir en el paraje villa, castillo y molinos siempre y cuando le reservase al monarca la décima parte del mineral extraído. A partir de entonces la población pasó por distintas manos nobles en el formato de tenencia hasta que en el siglo XIII pasó a formar parte de la merindad de Sobrarbe. 
En el primer cuarto del siglo XIV la villa tuvo su cénit ya que la explotación minera alcanzó su auge y se vio apoyada por los inicios de la ganadería transpirenaica y su comercio, en el 1310 Jaime II les concedió el privilegio de celebrar feria, aunque posteriormente en el 1348 la villa quedó despoblada debido a una peste.
En 1443, Juan de Castro, señor de Bielsa, vendió la villa con sus términos y todos sus derechos señoriales a Raimundo Muntaner quien en 1445 llegó a un acuerdo con los habitantes de Bielsa para comprar la villa y el castillo con todos sus términos y derechos, para cedérselos al rey de Aragón, Alfonso V. Pusieron como condición quedar unidos a la corona a perpetuidad. En 1450 la población contaba con 80 fuegos.

### Edad Contemporánea
Durante la Guerra Civil la villa fue prácticamente arrasada tras el bombardeo incendiario del Bando Sublevado con nueve Heinkel He 51 alemanes a resultas del episodio de la Bolsa de Bielsa. Al finalizar la guerra se emprendió su reconstrucción.

## Administración y política
| Período   | Alcalde                  | Partido |  |
| --------- | ------------------------ | ------- |  |
| 1979-1983 | Antonio Escalona Estévez | PSOE    |  |
| 1983-1987 | Antonio Escalona Estévez | PSOE    |  |
| 1987-1991 | Antonio Escalona Estévez | PSOE    |  |
| 1991-1995 | Antonio Escalona Estévez | PSOE    |  |
| 1995-1999 | Antonio Escalona Estévez | PSOE    |  |
| 1999-2003 | Antonio Escalona Estévez | PSOE    |  |
| 2003-2007 | Antonio Escalona Estévez | PSOE    |  |
| 2007-2011 | Antonio Escalona Estévez | PSOE    |  |
| 2011-2015 | Antonio Escalona Estévez | PSOE    |  |
| 2015-2019 | Miguel Ángel Noguero Mur | PSOE    |  |

| Partido político    | Partido político                                   | 2003   | 2007   | 2011   | 2015   |
| Partido político    | Partido político                                   | Ediles | Ediles | Ediles | Ediles |
|                     | Partido de los Socialistas de Aragón (PSOE-Aragón) | 6      | 5      | 5      | 5      |
|                     | Chunta Aragonesista (CHA)                          | —      | 2      | 2      | 2      |
|                     | Partido Popular de Aragón (PP)                     | —      | 0      | —      | —      |
|                     | Partido Aragonés (PAR)                             | 1      | —      | —      | —      |
| Total de concejales | Total de concejales                                | 7      | 7      | 7      | 7      |

## Demografía
Bielsa cuenta con una población de 487 habitantes (INE 2024).

Panorámica del lago Urdiceto, en la localidad de Parzán

| Gráfica de evolución demográfica de Bielsa entre 1842 y 2021 |
| |
| Población de derecho según los censos de población del INE Población de hecho según los censos de población del INEEntre el censo de 1857 y el anterior, crece el término del municipio porque incorpora a 225133 (Jabierre) |

## Monumentos y lugares de interés
Iglesia parroquial de Bielsa

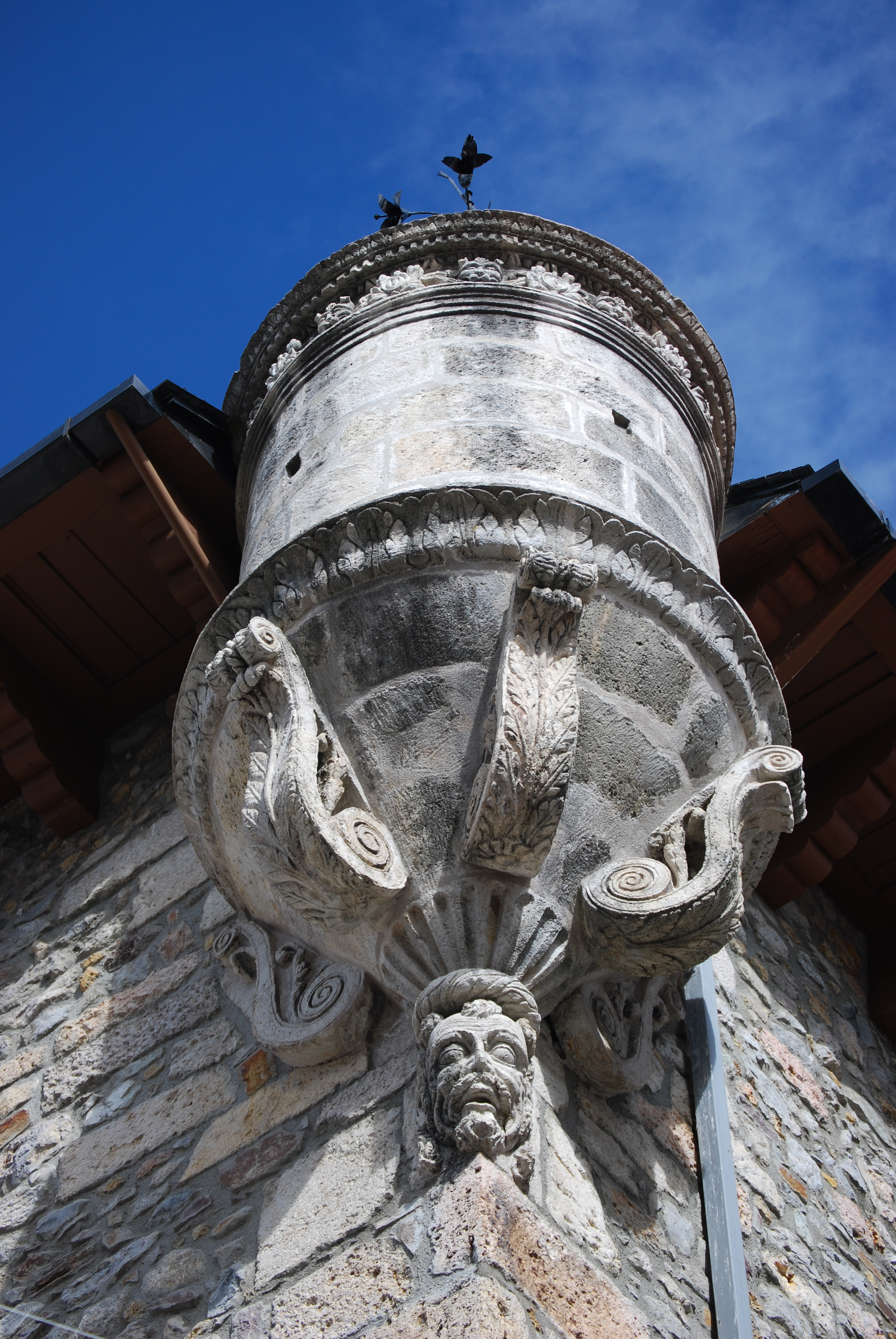
Detalle de la casa consistorial

Dedicada a la Asunción, la construcción original data del siglo XVI. Ha sido reformada en diversas ocasiones, las últimas ya en el siglo XX. Consta de tres naves y una esbelta y sencilla torre, rematada por un chapitel.
Iglesia de Javierre
De estilo románico, está dedicada a Santa Eulalia de Mérida. La iglesia, construida en piedra, es de planta rectangular, con cabecera semicircular y una torre. Contiene un retablo de diez tablas que reproduce el martirio de Santa Eulalia y varias escenas bíblicas.
Ermita de Pineta
Situada en el valle de Pineta, se trata de una sencilla edificación que alberga la imagen de la Virgen de Pineta. Consta de una espadaña de dos cuerpos. Su campana desapareció a mediados del siglo XX, probablemente sustraída.
Ayuntamiento de Bielsa
El Ayuntamiento de Bielsa se ubica en un edificio renacentista del siglo XVI. La fachada se abre al pie en un soportal de cinco arcos de medio punto apoyados sobre cuatro recias columnas. Una de las esquinas superiores (la derecha desde el punto de vista del observador) está rematada por una torrecilla defensiva con troneras.
Complejo minero del Hospital de Parzán
Se conservan algunos restos vinculados a las minas de plata de Parzán, bastante dañados, como los antiguos lavaderos; las antiguas vías aéreas de las minas se conservan en mejor estado, pudiendo verse todavía las vagonetas, aún cargadas de materiales.

## Cultura

### Patrimonio lingüístico
En Bielsa todavía es posible oír hablar en belsetán, una de las variantes dialectales del idioma aragonés. Cabe destacar entre sus hablantes a Jesús Garcés, Tio Baitico, quien ha grabado gran cantidad de vídeos y ha sido homenajeado por la gran labor que ha desempeñado en favor de la conservación del belsetán a lo largo de los años, llegando a publicar un libro autobiográfico.
Otra persona muy destacable en la lucha porque el belsetán no desaparezca es Ángel Luis Saludas, vecino de Espierba, quien ha recopilado a lo largo de su vida varios miles de términos, voces y expresiones del aragonés belsetán, su lengua materna.
En la villa hay un museo etnológico, situado en el edificio del ayuntamiento, además de un museo sobre la guerra civil y una galería donde se exponen fotografías y pinturas de autores de la zona con frecuencia.

### El carnaval de Bielsa
Celebrado en febrero, es considerado como uno de los más antiguos de España. Algunos de los personajes típicos muestran claras reminiscencias paganas asociadas a ritos de fertilidad. Es el caso de las trangas, disfraz masculino que incorpora pieles de macho cabrio, cornamentas y esquilas, además de una larga vara. Otros personajes son las madamas, señoritas o doncellas que simbolizan la pureza, l'onso, un oso que representa la fuerza de la naturaleza , l'amontato, una vieja de aspecto grotesco que lleva sobre su espalda un hombre como símbolo de la fortaleza de la mujer belsetana que lleva al marido a cuestas, o Cornelio Zorrilla, un muñeco de paja que permanece colgado en la fachada del Ayuntamiento durante los festejos, y que es quemado cuando éstos concluyen después de un juicio por sus malos actos, siendo pues la personificación de las malas actitudes del pueblo así como sátira de la sociedad durante ese año.
El núcleo urbano de Bielsa fue declarado Paraje Pintoresco en 1976.

### Fiestas
- Carnaval de Bielsa en febrero
- Fiestas 15 de agosto
- Un fin de semana de junio fiesta de primavera

### Hermanamientos
- Aragnouet, Francia.[9]